# صباح شریعتی
صباح شریعتی (زادهٔ ۱ ژانویهٔ ۱۹۸۹ در سنندج) کشتی‌گیر بازنشسته ایرانی‌تبارِ جمهوری آذربایجان است که در دستهٔ فوق سنگین کشتی فرنگی مسابقه می‌داد. او برندهٔ مدال برنز المپیک ۲۰۱۶ ریو و نیز دارندهٔ دو مدال نقره و برنز در بازی‌های اروپایی ۲۰۱۵ و ۲۰۱۹ است. او در دسته ۱۳۰ کیلوگرم بازی‌های المپیک ۲۰۱۶ با حضور بزرگانی چون میخایین لوپز کوبایی و رضا کایالپ ترکیه‌ای مدال برنز را کسب کرد. وی سابقه حضور در المپیک ۲۰۲۴ پاریس را دارد.

## فعالیت حرفه‌ای

### المپیک ۲۰۱۶ ریو
شریعتی در سال ۲۰۱۶ میلادی در المپیک ۲۰۱۶ ریو در وزن ۱۳۰ کیلو حاضر بود که در مسابقه اول رابی اسمیت از آمریکا را شکست داد اما در دور بعد از رضا کایالپ کشتی‌گیر ترکیه شکست خورد و با توجه به حضور این کشتی‌گیر در فینال، به دیدار شانس مجدد رفت. او در اولین مسابقه شانس مجدد اروین کارابالو از ونزوئلا را شکست داد و به دیدار رده‌بندی راه یافت. وی در دیدار رده‌بندی ادوارد پوپ کشتی‌گیر آلمانی را شکست داد و مدال برنز را به دست آورد.

### المپیک ۲۰۲۴ پاریس
شریعتی در وزن ۱۳۰ کیلوگرم کشتی فرنگی المپیک ۲۰۲۴ پاریس حاضر بود که با شکست هیکی نابی از استونی و علیم‌خان سیزدیکوف از قزاقستان به مرحله نیمه نهایی رسید اما در این مرحله مقابل میخایین لوپز از کوبا شکست خورد و به دیدار رده‌بندی رفت. او در این مرحله نیز مقابل امین میرزازاده از ایران بازی را واگذار کرد و پنجم شد. پس از آن وی از دنیای کشتی خداحافظی کرد. امین میرزازاده و مربیان ایرانی به رسم قدرشناسی و یادبود او را در آغوش گرفتند و بر دوش خود دور تشک گرداندند.